# Suez Canal Authority
Suez Canal Authority (SCA ; « Autorité du canal de Suez ») est un établissement public de droit égyptien qui est le propriétaire, l'administrateur et le gérant du canal de Suez en Égypte. Son siège social est à Ismaïlia.

## Historique
SCA est créée par l'acte de nationalisation signé par le président Gamal Abdel Nasser le 26 juillet 1956 et par lequel le patrimoine de la Compagnie universelle du canal maritime de Suez est transféré à la SCA.

## Statut
Il s'agit d'une personne morale avec une autonomie administrative et financière. Selon l'acte de nationalisation, SCA est autonome, mais soumise aux règles de la convention de Constantinople du 29 octobre 1888, selon laquelle « le Canal Maritime de Suez sera toujours libre et ouvert, en temps de guerre comme en temps de paix, à tout navire de commerce ou de guerre, sans distinction de pavillon. ».

## Fonctions

### Propriété
La propriété du canal de Suez comprend aussi tous les terrains, immeubles et moyens d'exploitation y appartenant.

### Exploitation et entretien
SCA est responsable de l'exploitation et de l'entretien du canal ainsi que de la sécurité et la sûreté de la navigation. Elle établit les règles de navigation et les tables des taxes de passage (Tolls). Elle encaisse les taxes qui sont exprimées en droits de tirage spéciaux du FMI et sont payables en dollars américains, euros, livres sterling et quelques autres monnaies. En 2008, SCA a perçu 5,381 milliards de dollars pour le passage de 21 415 navires.

### Contrôle de la navigation
SCA a établi un système de contrôle de la navigation assisté par ordinateurs et radar et contrôle les navires et pilotes dans les 14 stations de signaux réparties tout au long du canal. Depuis 1996, SCA exploite le centre marin d'entraînement et de simulation pour la formation professionnelle des pilotes.

### Autres activités
SCA exploite aussi :
- 14 trajets de bac avec 36 navires ;
- le tunnel routier Ahmed Hamdi ;
- le chantier naval Nile Shipyard ;
- une ferme à Serabium pour la production de soie ;
- les centres de traitement et de distribution d'eaux dans les villes sur le canal ;
- 12 000 unités d'habitation pour les employés :
- un hôpital à Ismaïlia et des stations de traitement d'urgence près des deux sorties du canal ;
- des écoles pouvant accueillir 4 800 élèves ;
- des terrains de sport et de récréation.

## Organisation
Le conseil d'administration (board of directors) de SCA comprend quatorze personnes y compris le président-directeur exécutif (Chairman & Managing Director), l'amiral Osama Mounier Mohamed Rabie, en fonction depuis le 17 août 2019.

### Présidents
| Début des fonctions | Fin des fonctions | Nom                         |
| ------------------- | ----------------- | --------------------------- |
| 26 juillet 1956     | 9 juillet 1957    | Helmy Bahgat Badaoui        |
| 10 juillet 1957     | 10 octobre 1965   | Mahmoud Younis              |
| 14 octobre 1965     | 31 décembre 1983  | Machhour Ahmed Machhour     |
| 1er janvier 1984    | décembre 1995     | Mohamed Ezzat Adel          |
| 22 janvier 1996     | 12 août 2012      | Ahmed Ali Fadel             |
| 12 août 2012        | 17 août 2019      | Mohab Mamich                |
| 17 août 2019        | en fonction       | Osama Mounier Mohamed Rabie |